# Howard Petrie
Howard Alexander Petrie (* 22. November 1906 in Beverly, Massachusetts; † 24. März 1968 in Keene, New Hampshire) war ein amerikanischer Radiosprecher sowie Film- und Fernsehschauspieler.

## Leben
Als er drei Jahre alt war, zog er mit seiner Familie nach Concord (Massachusetts) um. Die Familie Petrie lebte später in Arlington (Massachusetts) und anschließend in Somerville (Massachusetts), wo Howard die Highschool abschloss. Als talentierter Musiker leitete er an seiner Highschool den dortigen Männergesangsverein, wo er verschiedene Musikinstrumente spielte. Nach seinem Abschluss an der Somerville-Highschool im Jahr 1924 arbeitete er kurzzeitig als Bankkaufmann und Wertpapierhändler.
Während eines Verkaufsgesprächs in einem Radiosender brachte ihm seine sonore Bassstimme 1929 einen Job bei dem lokalen Bostoner Radiosender WBZ ein, wo er seinen Einstand als Junioransager gab. Nach 10 Monaten in den WBZ-Studios zog Petrie, im Juni 1930, nach New York, wo er fortan zur Mannschaft der National Broadcasting Company gehörte. Er schaffte es früh, sich als Chefsprecher für viele Radioshows zu etablieren. Seine erste größere Moderation war Everything Goes (mit Garry Moore). Während seiner Zeit bei NBC lernte er seine spätere Ehefrau, Alice Wood, kennen. Sie war zwischen 1931 und 1936 ebenfalls dort beschäftigt. Die Petries bekamen einen Sohn. 
Im Jahr 1943 zogen das Ehepaar Petrie nach Kalifornien, wo man Howard die Moderation der Judy-Canova-Show übertrug. Im Jahr 1947 sah ein Filmproduzent, der für eine Filmrolle einen großen, kräftigen Mann suchte, Petrie auf der Bühne seines Senders und bot ihm die Rolle an. Mit einer Größe von 1,93 Metern und 120 Kilogramm spielte er von nun an „Große-Mann-Rollen“, besonders häufig trat er als Nebendarsteller in Western wie Meuterei am Schlangenfluß oder Stern des Gesetzes in Erscheinung. Ebenfalls übernahm Petrie regelmäßig Gastrollen im US-Fernsehen.
Anfang der 1960er-Jahre zog der vielseitige Charakterdarsteller sich von der Schauspielerei zurück, um mit seiner Frau einen Geschenkeladen in New Hampshire zu führen. Er starb 1968 im Alter von 61 Jahren und wurde auf dem Worcester Rural Cemetery in Worcester, Massachusetts, beigesetzt.

## Filmografie (Auswahl)
- 1947: The Hal Roach Comedy Carnival
- 1950: Herz in der Hose (Fancy Pants)
- 1950: Glücksspiel des Lebens (Walk Softly, Stranger)
- 1950: Herr der rauhen Berge (Rocky Mountain)
- 1951: Der große Zug nach Santa Fé (Cattle Drive)
- 1951: Gangster (The Racket)
- 1951: Dschingis Khan – Die goldene Horde (The Golden Horde)
- 1952: Meuterei am Schlangenfluß (Bend of the River)
- 1952: Gefährten des Grauens (The Wild North)
- 1952: Der rote Reiter (Pony Soldier)
- 1952: Unternehmen Rote Teufel (Red Ball Express)
- 1952: Stärker als Ketten (Carbine Williams)
- 1952: Faustrecht in Minnesota (Woman of the North Country)
- 1953: Der Rebell von Java (Fair Wind to Java)
- 1953: Der Prinz von Bagdad (The Veils of Bagdad)
- 1953: Ärger auf der ganzen Linie (Trouble Along the Way)
- 1953: Fort Ti
- 1954: Ritter der Prärie (The Bounty Hunter)
- 1954: The Bob Mathias Story
- 1954: Attila, der Hunnenkönig (Sign of the Pagan)
- 1954: Eine Braut für sieben Brüder (Seven Brides for Seven Brothers)
- 1955: Die Stadt der toten Seelen (Rage at Dawn)
- 1956: Ein Kuß vor dem Tode (A Kiss Before Dying)
- 1957: Stern des Gesetzes (The Tin Star)
- 1959: Bonanza (Fernsehserie, 1 Folge)
- 1960: Wyatt Earp greift ein (The Life and Legend of Wyatt Earp) (Fernsehserie, 2 Folgen)
- 1960: Peter Gunn (Fernsehserie, 1 Folge)
- 1960/1961: Tausend Meilen Staub (Rawhide) (Fernsehserie, 2 Folgen)